# Tim van Steendam
Tim Van Steendam (Dendermonde, 2 april 1979) is een Vlaams auteur.

## Biografie
Van Steendam begon zijn carrière in 2005 als broodschrijver bij de toen nieuw opgerichte uitgeverij Borgerhoff & Lamberigts. In de periode 2005-2008 schreef hij als ghostwriter een 25-tal boeken, waaronder de Mysteries-reeksen, de True Crime-reeksen, biografieën van wielrenners Tom Boonen en Frank Vandenbroucke, triatleet Rutger Beke, soulzangeres Natalia en ex-Rode Duivel Jean-Marie Pfaff. Kort daarop leidden creatieve meningsverschillen uiteindelijk tot een breuk tussen de uitgeverij en Van Steendam.
Begin 2009 vond Van Steendam onderdak bij uitgeverij Van Halewyck waar hij meteen Een jaar in het spoor van Guy Verhofstadt schreef, een samenwerking met VRT-documentairemaakster Sarah De Bisschop. Het was zijn laatste werk als ghostwriter. 
In maart 2009 begon hij een project dat anderhalf jaar zou duren en leidde tot het goed ontvangen 'Door het oog van de naald - Verslag van een hallucinante trip door de wereld van junks en daklozen'. Het is een tragikomisch non-fictieverslag van het leven als heroïneverslaafde in de straten van Gent.
Het boek werd genomineerd voor de Debuutprijs 2011.

## Trivia
- Winnaar kortverhalenwedstrijd van De Brakke Hond 2008 met het kortverhaal Receptie #9. Naar de prijsuitreiking stuurde hij een dwerg.